# Ismo Kuoppala
Ismo Kuoppala (* 17. März 1975 in Espoo) ist ein ehemaliger finnischer Eishockeyspieler.

## Karriere
Ismo Kuoppala begann seine Karriere als Eishockeyspieler in der Jugend der Espoo Blues, für deren erste Mannschaft er in der Saison 1993/94 sein Debüt in der SM-liiga gab. Nachdem der Verteidiger in seinen ersten beiden Profijahren nur 14 Spiele für die Blues bestritten hatte, wechselte er 1995 zu deren Ligarivalen Jokerit Helsinki, mit dem er zunächst in der Saison 1995/96 den Europapokal gewann, sowie erstmals in seiner Laufbahn Finnischer Meister wurde. Zudem gewann Kuoppala mit den U20-Junioren Jokerits ebenfalls die finnische Junioren-Meisterschaft. In der Saison 1996/97 konnte der Linksschütze den Meisterschaftsgewinn mit Jokerits Profimannschaft wiederholen. Anschließend war Kuoppala eine Spielzeit lang für KalPa Kuopio, sowie drei Spielzeiten lang für Lukko Rauma aktiv, ehe er im Sommer 2001 erstmals ins europäische Ausland wechselte.
Nachdem Kuoppala die Saison 2001/02 bei AIK Solna in der schwedischen Elitserien begonnen hatte, spielte er die folgenden beiden Jahre für Mora IK in der HockeyAllsvenskan. Anschließend wechselte der Finne zu Esbjerg IK in die dänische Superisligaen, in der er in der Saison 2003/04 mit seiner Mannschaft Dänischer Meister wurde. Er selbst wurde als bester Verteidiger der Liga ausgezeichnet. Nach diesem Erfolg kehrte er in seine finnische Heimat zurück, wo er zunächst ein Jahr für Ilves Tampere spielte. Seit der Saison 2005/06 steht Kuoppala wieder bei seinem Ex-Klub Espoo Blues unter Vertrag, mit dem er 2008 Finnischer Vizemeister wurde, als er erst in den Finalspielen mit seinem Team dem Gegner Kärpät Oulu unterlag. Im Anschluss an die Saison 2008/09 beendete er seine Karriere.

## Erfolge und Auszeichnungen
| - 1996 Europapokal-Gewinn mit Jokerit Helsinki - 1996 Finnischer Meister mit Jokerit Helsinki - 1996 Finnischer Juniorenmeister mit Jokerit Helsinki - 1997 Finnischer Meister mit Jokerit Helsinki | - 2004 Dänischer Meister mit Esbjerg IK - 2004 Bester Verteidiger der Superisligaen - 2008 Finnischer Vizemeister mit den Espoo Blues |